# Petite-Chaux
Petite-Chaux är en kommun i departementet Doubs i regionen Bourgogne-Franche-Comté i östra Frankrike. Kommunen ligger i kantonen Mouthe som tillhör arrondissementet Pontarlier. År 2022 hade Petite-Chaux 174 invånare.

## Befolkningsutveckling
Antalet invånare i kommunen Petite-Chaux
Referens:INSEE